# Grimmia indica
Grimmia indica là một loài Rêu trong họ Grimmiaceae. Loài này được (Dixon & P. de la Varde) Goffinet & Greven mô tả khoa học đầu tiên năm 2000.